# Løgstørs kommun
Løgstørs kommun var fram till kommunreformen 2007 en kommun i Nordjyllands amt i Danmark. Kommunen är numera en del av Vesthimmerlands kommun.

## Borgmästare
- Henrik Worm Nielsen, 1 april 1970–31 mars 1974
- Christian Mejdahl, Venstre, 1 april 1974–1987[1]
- Karl Laut, Socialdemokratiet, 1987–31 december 1989[1]
- Leif Højbjerg, Socialdemokratiet, 1 januari 1990–31 december 1997[1]
- Jens Lauritzen, Venstre, 1 januari 1998–31 december 2006[1]

Denna lista hämtas från Wikidata. Informationen kan ändras där.